# امیل شولس
امیل شولس (آلمانی: Emil Schulz؛ ۲۵ مه ۱۹۳۸ – ۲۲ مارس ۲۰۱۰) بوکسور اهل آلمان بود.
وی همچنین برندهٔ جوایزی همچون برگ بوی نقره‌ای شده‌است.
از باشگاه‌هایی که در آن بازی کرده‌است می‌توان به باشگاه فوتبال کایزرسلاوترن اشاره کرد.
وی در مسابقات کشوری و بین‌المللی در مجموع برندهٔ ۱ مدال نقره، ۱ مدال برنز شده‌است.